# Metal Gear Solid 3: Snake Eater
Metal Gear Solid 3: Snake Eater (ofta förkortat MGS3) är ett sneak 'em up-baserat tv-spel till PlayStation 2 regisserat av Hideo Kojima. Snake Eater utvecklades av Konami Computer Entertainment Japan och utgavs av Konami år 2004 i USA och Japan, 2005 i Europa. Det mottogs väl både av allmänheten och spelkritiker och har hittills sålts i fler än fyra miljoner exemplar världen över. GameRankings gav spelet ett genomsnittligt betyg på 92 procent. Snake Eater är tänkt som en prequel för hela Metal Gear-serien. Det fick en direkt uppföljare med namnet Metal Gear Solid: Portable Ops.
Spelet äger rum i kalla krigets Ryssland. Handlingen koncentrerar sig på FOX-agenten Naked Snake då han försöker rädda en vapendesignare och sabotera ett experimentellt supervapen. Spelets miljö, till skillnad från de tidigare spelens stadslika miljöer, anammar en djungelmiljö tagen från 1960-talets Sovjetunionen, med vildmark istället för de tidigare Metal Gear Solid-spelens högteknologiska och framtidsaktiga dekor. Även om miljön förändrats fokuserar fortfarande Snake Eater på att spelaren ska smyga och infiltrera, och det bibehåller seriens självrefererande fjärde väggentypen av humor. Snake Eaters berättelse förmedlas genom talrika videosekvenser och radiokonversationer.

## Spelupplevelse
Snake Eaters spelupplevelse liknar den som de tidigare Metal Gear Solid-spelen ger. Spelaren, som kontrollerar Snake, måste förflytta sig genom en hotfull miljö packad med fiender. Fastän Snake får tag i diverse vapen (allt ifrån handeldvapen till granatgevär) är det tänkt att spelaren oupptäckt ska undvika hinder genom att smyga och kamouflera sig. Som hjälp finns det en rad objekt och prylar vilka spelaren kan hitta på banorna. Några av dessa är rörelsedetektorer för att spåra fientliga soldater och Metal Gear-seriens varumärkta kartonglåda som Snake kan gömma sig i för att inte bli sedd.  Snake Eater är på många sätt likt sina föregångare, men trots det introducerar det en spelupplevelse med en hel del nya aspekter som inte existerade i tidigare delar av serien. Några av de nya finesserna är kamouflage, ett nytt stridssystem kallat "Close-quarters Combat" eller "CQC", en uthållighetsmätare och ett skade- och behandlingssystem.
Ungefär två tredjedelar av spelet äger rum utomhus i den ryska djungeln och att använda denna skiftande miljö till sin fulla potential är inte sällan nyckeln till framgång. Det som står i fokus bland de nya funktionerna är i synnerhet kamouflage och utnyttjandet av djungelmiljön. Om spelaren vill hålla sig undan fienden kan den med hjälp av djungelnaturen klättra upp i träd eller gömma sig i högt gräs.
Snakes synlighet syns på ett procentvärde kallat "kamouflageindex". Om skalan visar negativa värden innebär det att Snake är mycket synlig, visar den 100 procent är han helt 'osynlig' för fienden.
Spelaren är tvingad att byta mellan olika kamouflageuniformer och ansiktsmålningar för att smälta in i miljön och på så vis minimera sin synlighet. Om Snake till exempel lutar sig mot ett träd är det lämpligt om han bär en barkmönstrad uniform, eller ifall han gömmer sig i högt gräs är det passande om han bär en randig ansiktsmålning. Det finns också andra kamouflageanordningar så som ett förfalskat krokodilhuvud vilket minskar risken att bli upptäckt i vatten.
Den fundamentala närstridstekniken från föregående spel har blivit mycket förädlad och utökad till Close-quarters Combat. Då Snake är obeväpnad eller använder ett enhandsvapen kan han ta tag i motståndare och ta strypgrepp om dem. Han kan vid detta tillfälle utföra en mängd manövrar, exempelvis strypa fienden till dess den blir medvetslös eller rikta en kniv mot den för att få den att avslöja information. Vilken manöver som Snake verkställer beror på sammanhanget, hur länge spelaren håller ned kontrollknappen och den analoga spakens rörelse.
I Snake Eater finns en mätare som inte bara mäter Snakes hälsa utan även eventuella skador på hela hans kropp. Om Snake till exempel faller och bryter benet kommer det att sakta ned honom ända till dess skadan blir ordentligt behandlad med skena och bandage. Såvida inte skadorna blir behandlade kommer Snake inte kunna fullt återställa sin hälsa för en tid.
Området som Snake befinner sig i tvingar honom att förlita sig på djungelns djur och växter för att överleva. En kraftmätare kontrollerar detta och den sjunker konstant under spelsessionen. Om mätaren inte fylls på får det skadliga effekter på spelupplevelsen så som att Snake får sämre förmåga att sikta. Mat kan förvaras i ryggsäcken till dess den behövs. Emellertid ruttnar viss mat efter en tid och om Snake äter rutten mat leder det till magvärk vilket gör att kraftmätaren sjunker fortare.
I Snake Eater finns ett minispel som heter Snake vs. Monkey (Snake kontra apa) i vilket Snake måste fånga Ape Escape-liknande apor. Förutom att det innehåller harmlös humor finns det bonusföremål vilka kan användas i huvudspelet.

## Intrig

### Karaktärer
Huvudartikel: Lista över karaktärer i Metal Gear Solid 3
Snake Eaters hjälte, Naked Snake, är en före detta medlem i amerikanska specialstyrkorna och CIA-agent. Major Zero, en före detta medlem i brittiska SAS, hjälper Snake genom att tillhandahålla uppdragsråd och stridstaktik. Para-Medic och Sigint erbjuder respektive expertråd om växter och djur, vapen och utrustning.
Den ene av de två huvudskurkarna i spelet är Colonel Volgin, en elektrisk GRU-överste och medlem i det extrema Brezhnevanhanget. Brezhnevanhanget försöker störta Nikita Chrusjtjov från ledarposten och låta Leonid Brezjnev och Aleksej Kosygin ta över makten. Den andra boven i dramat är The Boss, Naked Snakes före detta mentor. The Boss leder en specialstyrka kallad Cobraenheten och består av:
- The End, en fotosyntetisk likt en växt, vördnadsfull krypskyttespecialist som anses vara det moderna krypskyttets far[16]
- The Fear som har övernaturlig flexibilitet, kvickhet och extrem kroppskontroll och skjuter giftpilar
- The Fury, en vanställd före detta kosmonaut beväpnad med eldkastare och en jetpack på ryggen[11]
- The Pain som kan kontrollera bålgetingar och få dem att skydda honom och anfalla hans fiender[11]
- The Sorrow, anden till ett avlidet medium[17]

Andra karaktärer är Sokolov, en raketforskare som Snake måste rädda; EVA, en amerikansk desertör och KGB-agent utsänd för att bistå Snake; och en ung Ocelot, major i Ocelots elitgrupp inom Volgins GRU.
Det finns även en hel del skämt vilka refererar till tidigare spel: Volgins feminine homosexuelle älskare, Major Raikov, parodierar Metal Gear Solid 2: Sons of Libertys hjälte Raidens feminina utseende, och farfadern till den återkommande inkompetente soldaten Johnny Sasaki gör ett framträdande som fängelsevakt.

#### Röstskådespelare
| Karaktär       | Japansk röst    | Engelsk röst        |
| -------------- | --------------- | ------------------- |
| Naked Snake    | Akio Ohtsuka    | David Hayter        |
| Major Zero     | Banjō Ginga     | Jim Piddock         |
| Para-Medic     | Houku Kuwashima | Heather Halley      |
| Sigint         | Keiji Fujiwara  | James C. Mathis III |
| EVA            | Misa Watanabe   | Suzetta Miñet       |
| The Boss       | Kikuko Inoue    | Lori Alan           |
| Colonel Volgin | Kenji Utsumi    | Neil Ross           |
| Ocelot         | Takumi Yamazaki | Josh Keaton         |
| The Pain       | Hisao Egawa     | Gregg Berger        |
| The Fear       | Kazumi Tanaka   | Michael Bell        |
| The End        | Osamu Saka      | Grant Albrecht      |
| The Fury       | Masato Hirano   | Richard Doyle       |
| The Sorrow     | Yukitoshi Hori  | David Thomas        |
| Sokolov        | Naoki Tatsuta   | Brian Cummings      |
| Raikov         | Ken'yû Horiuchi | Charlie Schlatter   |
| Granin         | Takeshi Aono    | Jim Ward            |
| Johnny Sr.     | Naoki Imamura   | Michael Gough       |
| DCI            | Masaharu Sato   | Jesse Corti         |

### Handling
Metal Gear Solid 3 utspelar sig under kalla kriget år 1964 då Naked Snake blir skickad ut i Sovjetunionens djungler. Han får hjälp via radio av Major Zero, Para-Medic och sin forna mentor, The Boss. Hans uppdrag är att rädda den avhoppade ryske vetenskapsmannen Sokolov som i hemlighet utvecklar en avancerad kärnvapenbestyckad stridsvagn kallad the "Shagohod". Uppdraget går som smort ända till dess The Boss deserterar och ger sin nye välgörare Colonel Volgin två Davy Crocket-missiler i miniatyr vilka innehåller kärnvapenspetsar. Sokolov blir tillfångatagen av Cobraenheten och Snake blir allvarligt skadad i strid med The Boss och detta tillåter Volgin och hans mannar att fly med the Shagohod. Volgin detonerar en av missilerna för att mörklägga stölden av den vilken han senare skyller på The Boss.
Sovjetunionen upptäcker den amerikanska flygfarkosten med vilken Snake kom flygande med över rysk mark. Landet håller USA ansvarigt för atomattacken och det gör att båda länderna är på gränsen till att starta ett kärnvapenkrig. USA:s president Lyndon Johnson och Sovjetunionens premiärminister Nikita Chrusjtjov håller en hemlig konferens där de kommer överens om att bevisa USA:s oskuld och återställa fred. USA går med på att stoppa Volgins deserterade anhang, förstöra den stulna Shagohod och eliminera den amerikanska avhopparen The Boss.
Snake blir en vecka efter att ha blivit räddad omplacerad i den ryska djungeln som en del av Operation Snake Eater för att uppfylla USA:s löften. Han får hjälp under uppdraget av en annan amerikansk desertör, före detta NSA-agenten EVA, som hoppade av några år tidigare. Snake lyckas, efter åtskilliga sammandrabbningar med the elite Ocelot Unit (ledd av Ocelot), och genom att ha besegrat varje medlem i Cobraenheten, hitta Sokolov och den stulna Shagohod. Han blir sedan fångad i Volgins militära fästning Groznyj Grad. Snake blir torterad efter att ha bevittnat Sokolovs uppenbara död och han mister sitt ena öga då Ocelot skjuter för att döda EVA; Snake flyr i slutändan.
När han kommer tillbaka till anläggningen för att förgöra the Shagohod lär han känna The Philosophers. De består av dem mäktigaste männen i USA, Sovjetunionen och Kina och är en Illuminatiliknande organisation vilken kontrollerar världen bakom kulisserna. Efter slutet av andra världskriget börjar de dock slåss mot sig själva och organisationen splittras upp. Pengarna, 100 miljarder dollar, de hade samlat ihop för att sponsra sina krig blev uppdelade och gömda i banker över hela världen. Volgin hade illegalt ärvt dessa pengar och Snake får reda på att USA försöker skaffa fram dem.
Snake fortsätter sitt uppdrag, förstör anläggningen och stridsvagnen Shagohod medan han kämpar mot Volgin som dör av en ljusblixt under striden. Snake och EVA åker till en sjö där ett ekranoplan finns gömt. Innan de använder det för att fly konfronterar Snake sin gamla mentor, The Boss, som han måste döda för att fullfölja sitt uppdrag. Snake överkommer sina känslor efter en känslobetonad kamp och övervinner henne. 
Han och EVA flyr till Alaska och tillbringar en natt tillsammans. EVA försvinner under natten och lämnar efter sig ett band vilket avslöjar att hon var en kinesisk spion utsänd för att å Kinas vägnar stjäla the Philosophers Legacy. Bandet fortlöper och EVA avslöjar att The Boss inte deserterade till Sovjetunionen; hon lydde istället order för att låtsas desertera så att hon kunde infiltrera Volgins leder och hitta platsen för the Legacy. The Legacy kunde bli förd tillbaka till Amerika. Den sista delen av hennes uppdrag blev att offra sin ära och dö i händerna på Snake förklädd som en förrädare för att bevisa USA:s oskuld efter Volgins kärnvapenattack från spelets början..vilket ingen, även The Boss, hade förutsett.
Snake blir belönad med titeln "Big Boss" och får the Distinguished Service Cross för sina ansträngningar. Han besöker senare en anonym grav, The Boss grav, bara en av tusentals på den stora militärkyrkogården han besöker. Hjälten lägger The Boss pistol och en bukett liljor på den namnlösa gravstenen, ser ut över de ändlösa raderna framför sig, gör honnör och fäller en enda tår.
När eftertexterna har rullit förbi hör spelaren hur Ocelot talar (på telefon) och avslöjar att den mikrofilm Eva fick som innehåller information om the Philosophers Legacy var förfalskad, att Ocelot själv var ADAM och att hälften av det riktiga arvet är i händerna på USA:s regering tack vare Snake som arbetade för CIA.

## Regionala och övriga versioner
Snake Eater släpptes precis som Metal Gear Solid 2: Sons of Liberty först i Nordamerika och i Japan nästan en månad efter. Den japanska versionen hade emellertid ett nedladdningsbart kamouflagemönster vilket inte var tillgängligt i Nordamerika.
Den europeiska utgåvan innehöll åtskilliga nya finesser, till exempel svårighetsgraden "European Extreme", extra ansiktsmålningar baserade på europeiska flaggor, två nya Snake vs Monkey-banor och ett duelläge där spelare kan återspela bosskamperna från huvudspelet.

### Metal Gear Solid 3: Subsistence
Metal Gear Solid 3: Subsistence innehåller samma spel och story som Snake Eater, men med ytterligare finesser. Spelet släpptes den 22 december 2005 i Japan, och 13 oktober 2006 i Europa.
Den europeiska subsistence-utgåvan av Snake Eater består av tre skivor. Första skivan "Subsistence" innehåller själva MGS3 med den ändringen att man anpassat kameravinkeln så den fungerar bättre och ger bättre överblick. Andra skivan "Persistence" innehåller bland annat de gamla klassikerna Metal Gear och Metal Gear 2: Solid Snake och ett onlineläge där du kan spela som olika karaktärer ur spelet. Tredje och sista skivan "Existence" innehåller en omklippt "film" baserad på spelet. I den har Hideo Kojima tagit cutscenes ur spelet och lagt in nya för att ge filmen en sammanhängande handling.
Online-spelservrarna har stängts av och därför är online-funktionen numera helt oanvändbar.

## Utveckling

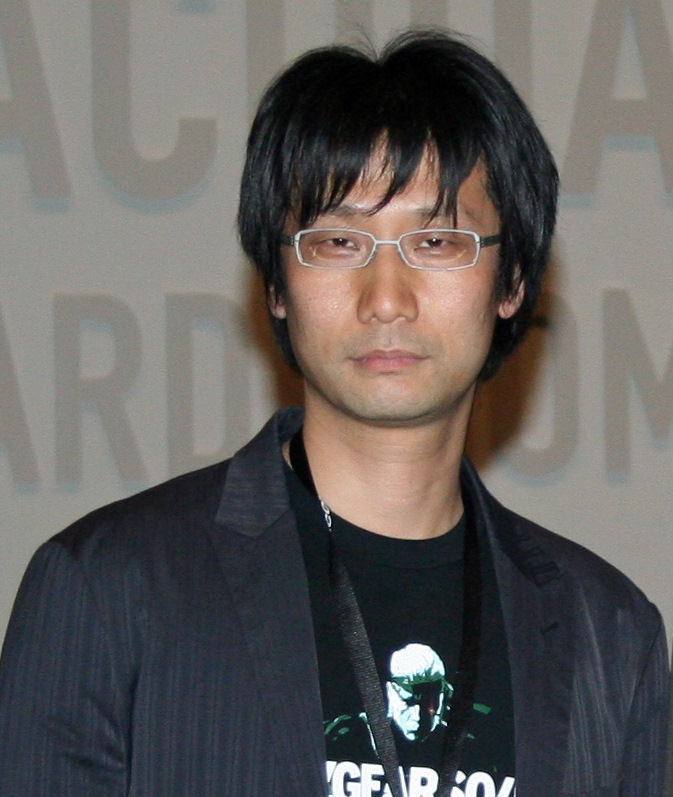
Hideo Kojima regisserade Snake Eater.

Snake Eaters regissör Hideo Kojima ville från början drastiskt ändra miljön från föregående spel. Han menade att djungelmiljön är vad både han och hans medutvecklare samt Metal Gear-fansen ville ha. Han erkände dock att en djungelmiljös element så som vädret, landskapet och naturliv var egenskaper som skulle skapa problem under spelets utveckling. Kojima önskade att Snake Eater skulle bli mer realistiskt än sina föregångare. Han påpekade exempelvis att spelaren i de tidigare spelen börjar nära utanför eller till och med inne i fiendens bas. I Snake Eater skulle Snake starta flera kilometer från civilisation och vara tvingad att jobba sig fram till fiendelägret.
Kojima kommenterade att utomhusmiljön var oerhört svår att skapa. Han förklarade att anledningen till att tidigare spel huvudsakligen ägde rum inomhus var att de nuvarande spelkonsolerna inte var kraftfulla nog att kunna avbilda en verklig djungelmiljö. Djungeln har inte, till skillnad från stadsmiljö, en platt yta. Hjälten i Snake Eater måste förflytta sig över ojämn terräng och det innefattar stenar, kullar och stubbar. Följden blev att kollisionsmotorn vilken användes i tidigare spel, inte kunde användas och därför behövde Kojima bygga en ny från grunden. Arbetet med att ställa in motion capture-tekniken så att spelare kunde gå över dessa kullar var ett problem under utvecklingen.
Många fans ville att Snake Eater skulle använda en 3D-kamera, men detta var något som utvecklarna slutligen inte implementerade i spelet. Kojima betraktar Metal Gear Solid, Sons of Liberty och Snake Eater som en trilogi och önskade låta kameran vara så som i de föregående titlarna för att behålla samma känsla i alla tre spelen. Han bekräftade dock att den nuvarande trenden inom datorspel är att bruka en 3D-kamera. Kameran blev senare implementerad i Snake Eaters förbättrade återutgivning Metal Gear Solid 3: Subsistence, Metal Gear Solid: Portable Ops och används i PS3-uppföljaren Metal Gear Solid 4: Guns of the Patriots.
Kojima formgav Snake Eaters bosskamper för att bli helt annorlunda än de tidigare Metal Gear-spelen, eller vilka andra spel som helst. Han sade att striden med krypskytten The End bäst representerade den fria och öppna spelupplevelsen i spelet. Striden sker på en stor yta av tät djungel och spelaren är tvingad att utbrett söka efter The End som anfaller på långt räckhåll från en okänd position. Den här kampen kan pågå i timmar och den står i kontrast mot de andra bosskamperna i vilka motståndaren är rakt framför spelaren och hela tiden synlig. Spelaren har dessutom möjligheten att undvika den här striden fullständigt genom att döda The End tidigare i spelet eller helt sonika vänta en stund efter att striden startat för att låta The End dö av hög ålder. Kojima kommenterade att sådana här finesser förekommer inte i andra spel.

## Ljud
Norihiko Hibino och Harry Gregson-Williams (The Rock, Armageddon, Enemy of the State) komponerade musiken i spelet. De tillhandahöll material för både videosekvenser och själva spelet. Hibino skrev spelets inledande ledmotiv, "Snake Eater". Rika Muranaka, kompositör och poet, tillhandahöll en sång kallad "Don't Be Afraid" som hörs på slutet. Sången framförs av Elisa Fiorillo.

## Mottagande
Snake Eater var liksom de andra spelen i serien en framgång och har sålts i fler än fyra miljoner exemplar världen över. Förvisso sålde det betydligt sämre än Metal Gear Solid 2: Sons of Liberty (sju miljoner exemplar hittills), men kritikerna var nöjda med den nye hjälten Naked Snake som, på grund av att fans var besvikna över Raiden i MGS2, starkt påminner om seriens huvudperson Solid Snake. Några fans och spelkritiker tyckte att MGS2:s långa dialog och de oväntade svängningarna i intrigen var skadliga för spelupplevelsen. De ansåg däremot att MGS3 var en trevlig återgång till det ursprungliga Metal Gear Solid, med mindre av "filosofiskt babbel" vilket förekom i Sons of Liberty.

### Spelkritikernas omdömen
| Mottagande | Mottagande                                         |
| Samlingsbetyg | Samlingsbetyg                                      |
| Tjänst | Betyg                                              |
| --- | -------------------------------------------------- |
| Gamerankings | 91.90 %                                            |
| Metacritic | 91/100                                             |
| Recensionsbetyg |                                                    |
| Publikation | Betyg                                              |
| 1UP.com | 9.5/10                                             |
| Edge | 8/10                                               |
| Eurogamer | 8/10                                               |
| Gamepro | 10/10                                              |
| Gamespot | 8.7/10                                             |
| Gamespy | 4.5/5                                              |
| Gametrailers | 9/10                                               |
| Gamezone | 9.5/10                                             |
| IGN | 9.6/10                                             |
| PSM | 10/10                                              |
| X-Play | 4/5                                                |
| Gamereactor | 9/10                                               |
| \| Utmärkelser \| Utmärkelser \| \| Publikation \| Utmärkelse \| \| ----------- \| -------------------------------------------------------------- \| \| IGN \| Best Story,[53] Best Use of Sound[54] \| \| GameSpot \| Best Story,[55] Best Sound Effects,[56] Best New Character[57] \| |                                                    |
| Utmärkelser |                                                    |
| Publikation | Utmärkelse                                         |
| IGN | Best Story, Best Use of Sound                      |
| GameSpot | Best Story, Best Sound Effects, Best New Character |

Metal Gear Solid 3: Snake Eater mottogs väl av medierna och fick högt betyg av flera av de mest framstående spelkritikerna. Datorspelhemsidan IGN belönade det med 9.6/10 och Storbritannienbaserade tidningen Edge rankade det 8/10. GameSpot, som gav det 8.7/10, kommenterade att spelet var "väldigt filmiskt" och "en utmärkt prestation". GameSpy hyllade det som "troligen det bästa Metal Gear Solid-spelet hittills", och Eurogamer kallade det "överväldigande bättre än MGS2: Sons of Liberty" i sin recension.
Recensenter hade blandade åsikter om spelets kamouflagesystem. Edge anmärkte att "ligga ned kamouflerad i kort gräs flera centimeter ifrån en patrullerande fiende är en gripande vändning vad gäller smygande"," medan GameSpy kritiserade det som "bara ett nummer att övervaka och inte något förskräckligt intressant". GameSpot kallade finessen "den viktigaste och den bäst implementererade." Spelet har också blivit kritiserat för dess låga fps (rutor per sekund) vilket hade blivit reducerat till 30 fps (till skillnad från Metal Gear Solid 2:s 60 fps).
Edge har kallat Metal Gear Solid 3:s videosekvenser "visuellt spännande och stämningsmättade, vackert filmat". Men kommenterade att manuset "sträcker sig från pinsamt till gräsligt" och kritiserade David Hayters prestation som Snake med att "Snake Eaters tal når inte upp till standardnivån hos andra spel, och inte heller film. GameSpot sade att lite av humorn "faller platt, som om översättaren inte kunde japanska" och "bör attrahera ... hardcorefans men ... inte gemene man".

### Utmärkelser
Metal Gear Solid 3:s ledmotiv vann the "Best Original Vocal Song - Pop" som det fick av the Game Audio Network Guild på Game Developers Conference i augusti 2005. Spelet självt vann priset för "Bästa PS2-spel" på 2005 års Game Convention i Tyskland. David Hayter, Snakes röst, var nominerad för utmärkelsen the Academy for Interactive Arts and Sciences för "Enastående bedrift i karaktärsprestation".